# Mantella manery
Mantella manery é uma espécie de anfíbio da família Mantellidae endémica de Madagáscar.
Os seus habitats naturais são: florestas subtropicais ou tropicais húmidas de baixa altitude, rios, pântanos e marismas intermitentes de água doce.
Está ameaçada por perda de habitat.